# Philygria obtecta
Philygria obtecta är en tvåvingeart som beskrevs av Becker 1896. Philygria obtecta ingår i släktet Philygria och familjen vattenflugor. Arten har ej påträffats i Sverige. Inga underarter finns listade i Catalogue of Life.